# Гийом де Сен-Мор
Гильом де Сен-Мор (Guillaume de Sainte-Maure) († 24 января 1335) — французский политический деятель, канцлер короля Филиппа VI.
Представитель туреньского дворянского рода. Второй сын Пьера де Сен-Мора (ум. 1328), сеньора де Монгоже, и его жены Матильды (Маго), происхождение которой не выяснено.
С 1320 года на службе у Филиппа, графа Валуа. С 1328, после того, как тот стал королём Франции, — Главный магистр расследований (Рекетмейстер, Maître des requêtes).
С 1329 года — канцлер Франции (сменил Матье (Масе) Феррана (01.11.1328-20.04.1329), и епископа Бове Жана де Мариньи (20.04. — 01.07. 1329), которые пробыли на этом посту всего по несколько месяцев. Робер-Анри Ботье (Robert-Henri Bautier) считает, что Жан де Мариньи был временно исполняющим обязанности канцлера, и Филипп VI берёг эту должность для Гильома де Сен-Мора, который находился с миссией в Испании и вернулся в Париж как раз 1 июля 1329 года.
Особенно он усилил своё влияние в 1331 году, после падения Роберта д’Артуа. Участвовал в переговорах с англичанами по заключению мирного договора.
С 1327 г. канонник и дуайен турского храма Сен-Мартен. Король попросил папу Иоанна XXII назначить его архиепископом Руана, когда после смерти Гильома де Дурфора 24 ноября 1330 г. образовалась вакансия. Однако понтифик сослался на несовместимость этой должности с обязанностями канцлера, и перевёл в Руан из Санса Пьера Роже. В 1331 году папа предложил Гильому де Сен-Мору Нуайонскую кафедру (освободившуюся после отречения Фулька де Рошешуара), но тот её отверг.
В начале января 1335 года Гильом де Сен-Мор вместе с королём отправился в Авиньон на встречу с новым папой Бенедиктом XII. В городе Шарите-сюр-Луар он почувствовал себя плохо и прервал свой путь для лечения, но умер 24 января.